# Sawaiellus
Sawaiellus is een geslacht van hooiwagens uit de familie Samoidae.
De wetenschappelijke naam Sawaiellus is voor het eerst geldig gepubliceerd door Roewer in 1949. 

## Soorten
Sawaiellus is monotypisch en omvat slechts de volgende soort:
- Sawaiellus berlandi